# Родопско
Родо̀пско е село в Южна България, община Ардино, област Кърджали.

## География
| Население по години | Население по години |
| ------------------- | ------------------- |
| 1934 г.             | 786 души            |
| 1946 г.             | 847 души            |
| 1956 г.             | 488 души            |
| 1975 г.             | 186 души            |
| 1985 г.             | 127 души            |
| 1992 г.             | 67 души             |
| 2001 г.             | 39 души             |
| 2011 г.             | 41 души             |
| 2019 г.             | 48 души             |

Село Родопско се намира в източната част на Западните Родопи, на 10 – 15 км западно от границата им с Източните Родопи, на около 24 km запад-югозападно от центъра на град Кърджали и 3 km западно от град Ардино. Надморската височина в центъра на селото е около 950 – 960 m.
Пътят до село Родопско е отклонение на север при село Светулка от третокласния републикански път III-865, водещ на изток през Ардино до Кърджали, което след Родопско продължава до село Ахрянско.

## История
Селото – тогава с име Коджа Алилер – е в България от 1912 г. Преименувано е на Родопско с министерска заповед № 3775, обнародвана на 7 декември 1934 г.
Към 31 декември 1934 г. към село Родопско спадат махалите Ефендилер, Жабари (Юнузлар махле), Коджа Османлар, Кушджилар, Мекереджилер и Паслалар.

## Религии
Изповядваната в селото религия е ислям.